# Schäfermond

Prometheus (rechts) und Pandora „hüten“ Saturns F-Ring zwischen ihrer Innen- und Außenbahn.

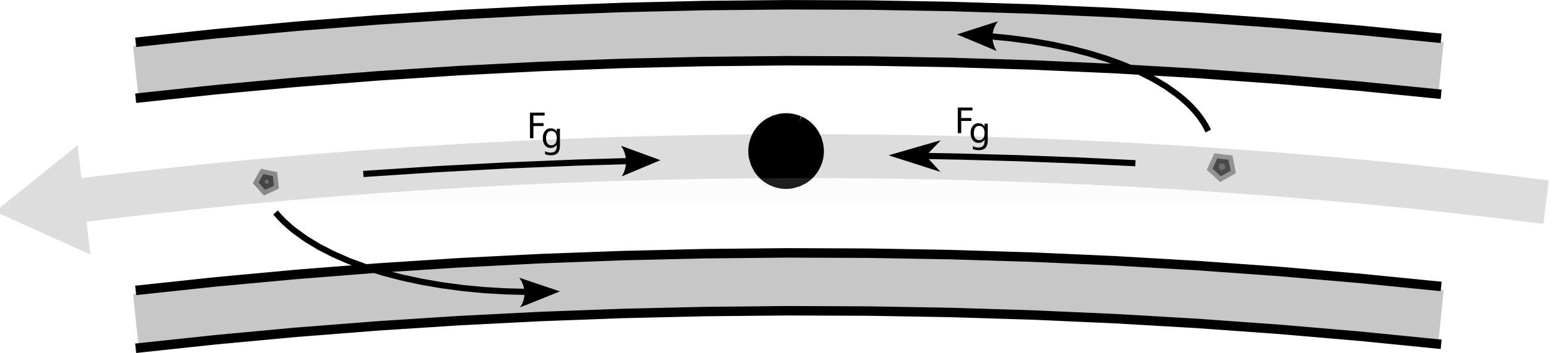
Funktionsweise eines Hirtenmondes – Befinden sich Partikel vor oder hinter dem Mond auf seiner Umlaufbahn, so werden diese entweder in Bahnrichtung beschleunigt und nach außen geschleudert, oder sie werden auf ihrer Bahn abgebremst und nach innen gezogen.

Als Schäfermonde (auch Hirtenmonde, Schäferhundmonde, Wächtermonde) bezeichnet man kleinere natürliche Satelliten der Gasplaneten oder Asteroiden im Sonnensystem, die die Umlaufbahnen der Partikel in deren Ringsystem mit deutlichen Lücken auseinanderhalten oder in separate Einzelringe konzentrieren. Die Namensgebung rührt daher, dass sie wie ein Hirte die „Herde“ der Ringpartikel eingrenzen.
Aufgrund ihrer Gravitationswirkung können sie Partikel aufsammeln oder durch Bahnstörungen von ihrer ursprünglichen Umlaufbahn ablenken beziehungsweise durch Bahnresonanzen neu ordnen. Dies bewirkt Lücken in den Ringsystemen, wie  die besonders markante Cassinische Teilung, sowie charakteristische Bänder oder führt zu eigenartig „verdrillten“ Verformungen von Ringen.
Das komplexe System der Saturnringe besitzt mehrere solcher Satelliten. Drei sind mehr oder weniger eindeutig als Schäfermonde zugeordnet (Atlas für den A-Ring sowie Prometheus und Pandora für den F-Ring). Ebenfalls als Schäfermonde angesehen werden die anderen fünf inneren Satelliten Daphnis, Pan, Janus, Epimetheus und Aegaeon. 
Der Uranus  hat zwei Schäfermonde beiderseits seines Epsilon-Ringes: Cordelia und Ophelia.
Auch für den Asteroiden Chariklo wird mindestens ein Schäfermond vermutet, der ihr Ringsystem stabilisiert. 